# 圣维克托代苏勒
圣维克托德苏勒（法語：Saint-Victor-des-Oules，法語發音：[sɛ̃ viktɔʁ de.z‿ul]）是法国加尔省的一个市镇，位于该省中东部，属于尼姆区。

## 地理
圣维克托德苏勒（44°2'31"N, 4°29'2"E）面积4.77 平方千米，位于法国奧克西塔尼大區加尔省，该省份为法国南部沿海省份，南端濒地中海，北起顺时针与阿尔代什省、沃克吕兹省、罗讷河口省、埃罗省、阿韦龙省和洛泽尔省接壤。
与圣维克托德苏勒接壤的市镇（或旧市镇、城区）包括：瓦拉布里、拉卡佩勒和马斯莫莱讷、圣伊波利特-德蒙泰居、圣康坦拉波特里、圣西夫雷。
圣维克托德苏勒的时区为UTC+01:00、UTC+02:00（夏令时）。

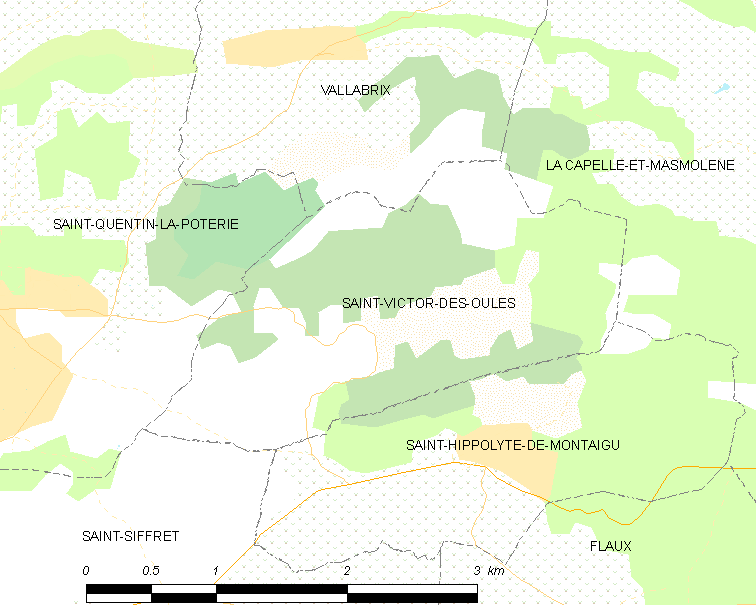
圣维克托德苏勒的OSM定位图

## 行政
圣维克托德苏勒的邮政编码为30700，INSEE市镇编码为30301。

## 政治
圣维克托德苏勒所属的省级选区为于泽斯县。

## 人口

1962-2008年间圣维克托德苏勒人口变化图示

圣维克托德苏勒于2022年1月1日时的人口数量为308人。